# Alexandru Papiu-Ilarian
Alexandru Papiu-Ilarian, nato Alexandru Pop (Bezded, 27 settembre 1827 – Sibiu, 23 ottobre 1877), è stato un giurista, storico, politico e rivoluzionario romeno, uno dei capi della Rivoluzione della Transilvania del 1848.
Figlio di un sacerdote greco-cattolico rumeno originario di Budiul de Câmpie, studiò al liceo cattolico di Târgu Mureș e poi alla scuola cattolica di Blaj, dalla quale venne però espulso per le sue idee a favore della Riforma. Intraprese quindi gli studi di legge a Cluj ed entrò alla corte reale di Târgu Mureș, dove si trovava allo scoppio della Rivoluzione contro la monarchia asburgica nel 1848.
Dopo avere scritto una dichiarazione a favore dei diritti dei romeni, ebbe un ruolo importante nella preparazione delle assemblee romene di Blaj, dove sostenne le posizioni più intransigenti per l'indipendenza romena, l'abolizione della servitù ed il rifiuto totale dell'unione della Transilvania con l'Ungheria. Venne eletto inoltre a far parte del cosiddetto Comitato Nazionale Romeno, che operò come una sorta di governo virtuale della Transilvania. Minacciato di arresto, riparò in Muntenia, dove partecipò ai moti rivoluzionari là in atto. Tornato in Transilvania, partecipò alla terza assemblea di Blaj e venne nominato segretario del cosiddetto Comitato di Pacificazione guidato da Simion Bărnuţiu, di cui era sempre stato fervido sostenitore.
Dopo la fine della rivoluzione, si trasferì a Vienna per continuarvi gli studi di legge, ma fu costretto a riparare in Italia, a Padova, quando vennero pubblicati i suoi due volumi Istoria românilor din Dacia Superioară (Storia dei romeni nella Dacia superiore), messi all'indice dalle autorità asburgiche. Tornato in patria, insegnò per qualche tempo legge a Iași tra il 1855 ed il 1858 e successivamente occupò diverse cariche nei governi Moldavo prima e Romeno poi, tra cui quella di Ministro della Giustizia.
Dopo aver partecipato nel 1867 a Bucarest alla fondazione della Società Transilvana, che si proponeva di fornire appoggio anche materiale agli studenti transilvani a ui il governo ungherese negava l'accesso all'istruzione di grado elevato, di cui fu presidente fino al 1874, morì a Sibiu nel 1877, dopo essere stato colpito da problemi di salute mentale.
In suo onore la località d'origine della sua famiglia cambiò denominazione da Budiul de Câmpie all'attuale Papiu Ilarian.